# Дийн Корт
„Дийн Корт“ (на английски: Dean Court), известен и със спонсорското си име „Виталити Стейдиъм“ (на английски: Vitality Stadium), е футболен стадион в Борнмът, Дорсет, Англия. Използва се от футболния отбор АФК „Борнмът“. Има капацитет от 11 307 души. На стадиона са играни и мачове на младежките формации на Англия, женския национален отбор на страната, провеждани са и концерти.
Построен е през 1910 година, когато на отбора е подарена земя от фамилия Купър–Дийн, на която е наименуван и стадионът. На неговото място преди това е имало кариера за чакъл. Стадионът е напълно реновиран през 2001 година, като теренът е завъртян на деветдесет градуса от първоначалната си позиция и се отдалечава от съседните жилища. Заради спонсорства е носил и следните имена: Goldsands Stadium, Seward Stadium и Fitness First Stadium.
През юли 2017 година клубът потвърждава, че иска да построи нов стадион близо до сегашното място в Kings Park.